# Charles Leconte de Lisle
Charles Marie René Leconte de Lisle (n. 22 octombrie 1818, Saint-Paul, Franța – d. 17 iulie 1894, Louveciennes⁠(d), Île-de-France, Franța) a fost un poet francez, reprezentant recunoscut al curentului parnasianist, teoretician al „artei pentru artă“ și al interdependenței dintre poezie și știință.
Leconte de Lisle (pseudonimul lui Charles-René-Marie Leconte) s-a născut într-o îndepărtată colonie franceză, a cunoscut îndeaproape cultura Indiei și peisajul exotic, ceea ce se va reflecta în poezia sa.
A fost adept al fourierismului și a participat la Revoluția de la 1848.
Creația sa poetică se caracterizează prin evocarea nostalgică a marilor mituri și civilizații străvechi orientale și occidentale, cu elemente meditative asupra condiției umane, propunându-și să ofere un ideal etic superior contemporaneității. Susține impersonalitatea în artă, descrierea exactă, reprezentările precise, expresia a unei erudiții riguroase, cultul frumosului și perfecțiunea formală. Scrie ciclurile de versuri Poeme antice, Poeme și poezii, Poeme barbare, considerate opera sa cea mai valoroasă. Poemele inspirate din peisajul tropical și descrierea animalelor exotice îl singularizează în contextul liricii franceze.

## Scrieri
- 1852: Poeme antice ("Poèmes antiques")
- 1855: Poeme și poezii ("Poèmes et Poésies")
- 1862: Poeme barbare ("Poèmes barbares")
- 1884: Poeme tragice ("Poèmes tragiques")
- 1895: Ultimele poeme ("Derniers poèmes").

Leconte de Lisle a tradus din Homer, Hesiod, Teocrit, Horațiu și alți clasici greco-latini.